# Estatua ecuestre de George B. McClellan
El Mayor general George B. McClellan es una estatua ecuestre en Washington D. C. que honra al político y general de la Guerra de Secesión George B. McClellan. El monumento está ubicado en un lugar destacado en el vecindario Kalorama Triangle debido a los esfuerzos realizados por los residentes del área. La estatua fue esculpida por el artista estadounidense Frederick William MacMonnies, graduado de la École des Beaux-Arts, cuyo trabajo más conocido es una estatua de Nathan Hale en la ciudad de Nueva York. MacMonnies fue elegido para diseñar la estatua luego de una larga competencia organizada por una comisión de estatuas, dirigida por el entonces Secretario de Guerra William Howard Taft. El monumento se dedicó en 1907, con destacados asistentes a la ceremonia, incluidos el presidente Theodore Roosevelt, el alcalde de la ciudad de Nueva York, George B. McClellan, Jr., políticos, generales y miles de militares.
La escultura es uno de los dieciocho monumentos de la Guerra Civil en Washington D. C., que se incluyeron colectivamente en el Registro Nacional de Lugares Históricos en 1978. La estatua de bronce, que descansa sobre una alta base de granito adornada con emblemas y relieves de bronce, está rodeada por un pequeño parque público delimitado por California Street, Columbia Road y Connecticut Avenue NW. El monumento y el parque son propiedad y están mantenidos por el Servicio de Parques Nacionales, una agencia federal del Departamento del Interior.

## Historia

### Contexto
George B. McClellan (1826–1885) saltó a la fama como general de división durante la Guerra de Secesión y organizó el Ejército del Potomac. Aunque no tuvo éxito en las primeras batallas, la victoria de la Unión en la Batalla de Antietam detuvo temporalmente la invasión confederada de los estados del norte. Más tarde fue destituido de su cargo por el presidente Abraham Lincoln, a quien se enfrentó sin éxito en las elecciones presidenciales de 1864. McClellan se postuló nuevamente para un cargo público después de la guerra, sirviendo como el 24º gobernador de Nueva Jersey.
Poco después de la muerte de McClellan en 1885, la Sociedad del Ejército del Potomac, una organización fraternal formada por veteranos de la Unión, inició planes para erigir un monumento en honor al general. No fue hasta el 3 de marzo de 1901 que el Congreso asignó 50 000 dólares para la construcción de la estatua de McClellan. Al mes siguiente, se formó una comisión de estatuas, originalmente dirigida por el secretario de Guerra Elihu Root, el senador George P. Wetmore y el general George D. Ruggles, para supervisar el proyecto. También se formó un comité asesor, compuesto por los escultores Daniel Chester French y Augustus Saint-Gaudens, y el arquitecto Charles Follen McKim, para brindar recomendaciones a la comisión. Una resolución adoptada en una de las primeras reuniones de la comisión declaró: "Que el monumento del General. McClellan sea una estatua ecuestre, y que esta resolución sea comunicada por el secretario a cualquier comisión designada en lo sucesivo para ejecutar la obra.”

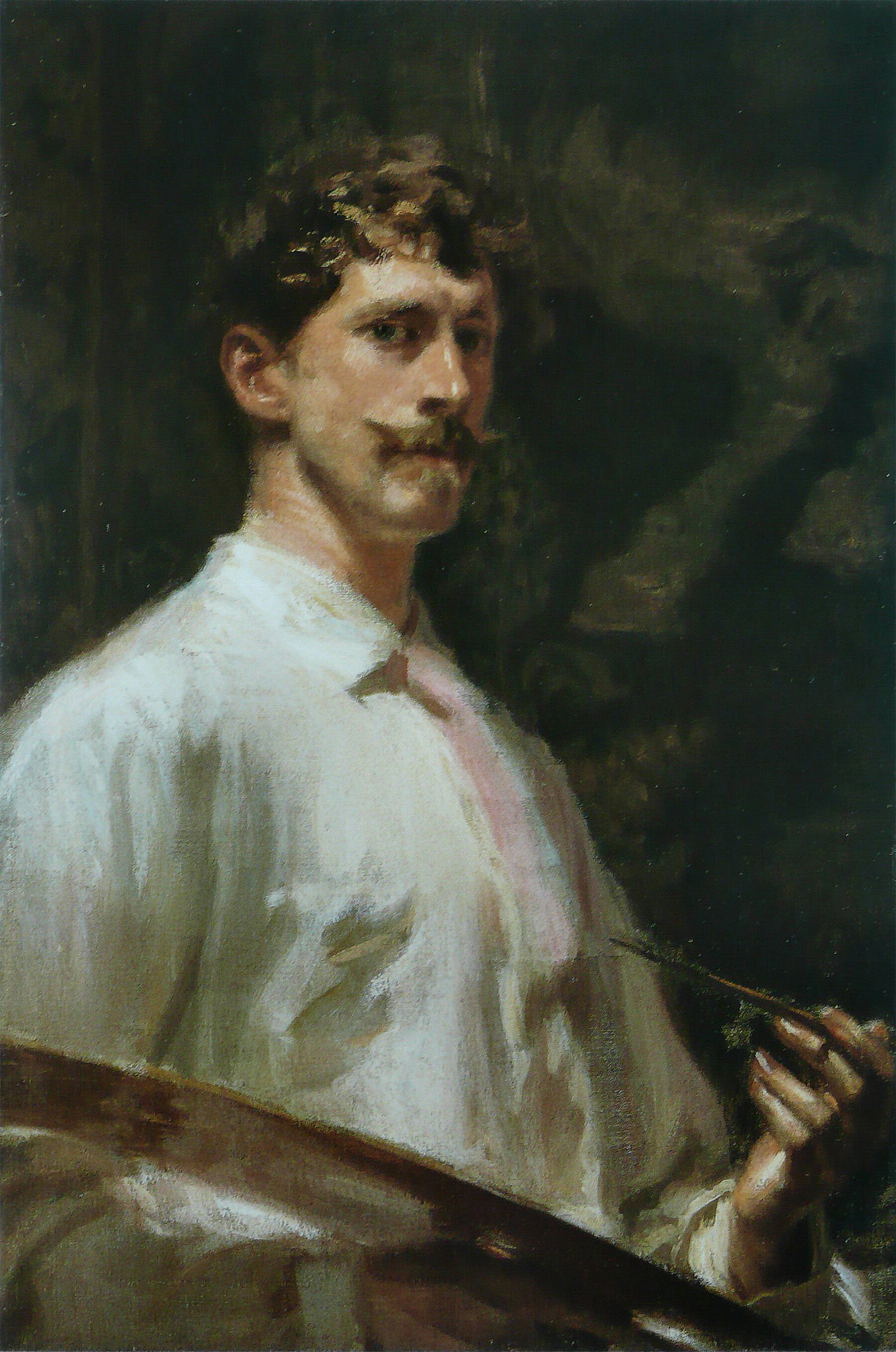
Autorretrato de Frederick William MacMonnies, 1896

En 1902, se llevó a cabo un concurso de diseño en la Galería de Arte de Corcoran con un bono de 500 dólares para cada uno de los cuatro escultores que enviaron los mejores modelos de la estatua de McClellan. Se presentaron veintitrés diseños hasta el 1 de mayo, que luego se redujo a cuatro finalistas: Austin Hays, Charles Henry Niehaus, Attilio Piccirilli y Thomas Waldo Story. Posteriormente, se pidió a los cuatro escultores que presentaran modelos más grandes para que el comité asesor los revisara más a fondo. El modelo presentado por Story fue favorecido por la viuda de McClellan, Nelly. En 1903, el comité rechazó tres de los diseños, alegando falta de individualidad y simbolismo. El cuarto diseño, de Niehaus, fue aprobado a regañadientes por el comité, aunque la comisión rechazó todos los diseños afirmando que "ningún modelo presentado a la competencia es satisfactorio".
En agosto de 1903, la comisión eligió a Frederick William MacMonnies (1863–1937), un artista y escultor estadounidense que vivía en París, para crear la estatua. MacMonnies se graduó de la École des Beaux-Arts y fue aprendiz de Saint-Gaudens durante cuatro años a partir de los diecisiete años. Sus trabajos anteriores incluyeron una estatua de Nathan Hale en la ciudad de Nueva York, la Fuente Colombina en la Exposición Colombina Mundial en Chicago y Bacchante and Infant Faun en la Biblioteca Pública de Boston. El otro trabajo conocido de la Guerra de Secesión de MacMonnies son las agrupaciones escultóricas en el Arco de los Soldados y Marineros en Brooklyn, Nueva York.
Después de que su diseño inicial fuera rechazado debido a sobrecostos, presentó un nuevo diseño al comité, que luego fue aprobado por los funcionarios y Nelly McClellan. El diseño aceptado reflejó la influencia del maestro de MacMonnies en París, Alexandre Falguière, en lugar de Saint-Gaudens. James Crocroft fue elegido para diseñar el monumento mientras que la estatua fue fundada por Edmond Gruet Jeune. La Sociedad del Ejército del Potomac pagó los costos asociados con la mejora del sitio del monumento.
El sitio elegido para el monumento cambió varias veces a lo largo del proceso de planificación. Las ubicaciones sugeridas incluyeron la intersección de Florida Avenue y Massachusetts Avenue NW, Sheridan Circle (sitio actual de la estatua ecuestre de Philip Sheridan) y la intersección de N Street y Connecticut Avenue NW (sitio actual de la estatua del Doctor John Witherspoon ). En 1906, los residentes del vecindario Kalorama Triangle, entonces llamado Washington Heights, representados por el caricaturista Clifford K. Berryman y el contralmirante Thomas Oliver Selfridge, Jr., le pidieron a la comisión de la estatua que considerara colocar el monumento en su vecindario. La comisión, entonces encabezada por el Secretario de Guerra y futuro presidente William Howard Taft, el senador Wetmore y el General Horatio Collins King, aprobó el sitio sugerido en la intersección de Connecticut Avenue y Columbia Road NW, y lo describió como un lugar "más satisfactorio e imponente". Un factor adicional que condujo a la aprobación del sitio fue que el área había sido un campamento de la Unión durante el verano de 1861 cuando McClellan llegó a Washington D. C.

### Dedicación

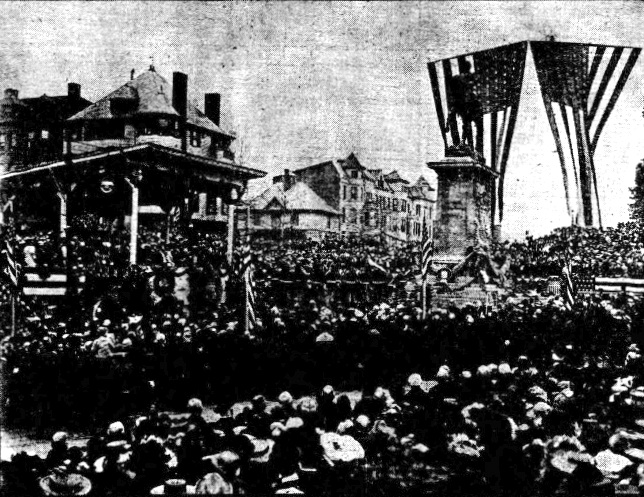
Foto de Evening Star de la dedicatoria.

La dedicación del monumento se planeó por primera vez para el 18 de octubre de 1906, coincidiendo con la 37ª reunión anual de la Sociedad del Ejército del Potomac. Un incendio en los trabajos de pulido de MacMonnies le impidió terminar el pedestal a tiempo, por lo que la dedicación y la reunión se reprogramaron para mayo siguiente. Durante la demora, MacMonnies exhibió la estatua en el Salón de Otoño de 1906 en París antes de enviarla a los Estados Unidos. La reunión comenzó el 1 de mayo de 1907, con eventos de apertura celebrados en el Teatro Belasco (sitio actual del Edificio de los Tribunales Nacionales Howard T. Markey), la Galería de Arte Corcoran y el Edificio Thomas Jefferson.
La dedicación tuvo lugar el jueves 2 de mayo a las 14:30 horas. Antes de la ceremonia, alrededor de 700 veteranos se reunieron en la intersección de 18th Street y Columbia Road NW, y marcharon por Columbia Road en un desfile militar hasta el lugar de dedicación. Los veteranos que no pudieron marchar se sentaron en gradas de revisión. El área que rodea el monumento incluía un puesto temporal y palcos decorados con banderines, banderas grandes, flores y escudos, mientras que la estatua estaba cubierta con dos banderas estadounidenses. Los asistentes destacados a la ceremonia incluyeron al orador principal, el presidente Theodore Roosevelt, el alcalde de la ciudad de Nueva York e hijo de McClellan, George B. McClellan, Jr., William Howard Taft, el gobernador de Nueva Jersey, Edward C. Stokes, los generales George Lewis Gillespie, Jr., Frederick Dent Grant y Wallace F. Randolph, y Nelly McClellan. Los asistentes adicionales incluyeron miembros del Congreso, diplomáticos extranjeros, miembros del gabinete del presidente y miles de ciudadanos. El evento fue encabezado por el general de brigada Henry C. Dwight, presidente de la Sociedad del Ejército del Potomac.
Después de una invocación del obispo episcopal Henry Y. Satterlee, el general Horatio Collins King dio una breve historia de la estatua. McClellan, Jr. luego inauguró la estatua entre vítores y aplausos de la multitud. Después de la inauguración, la Cuarta Batería de Artillería de Campaña saludó mientras la Banda de Marines tocaba "The Star-Spangled Banner". Después de que un desfile militar compuesto por miles de tropas dirigidas por el general J. Franklin Bell pasara la estatua y las gradas de revisión, se pronunció el discurso principal de Roosevelt. Los comentarios de Roosevelt, que cubrieron varios temas, incluyendo la guerra, la paz, el orgullo nacional y la familia, incluyeron lo siguiente: "La estatuaria moderna ha agregado un nuevo terror a la muerte. Pero deseo en nombre de los que viven en la capital de la nación expresar mi más profundo reconocimiento a quienes tuvieron el buen gusto de elegir a un gran escultor para realizar esta obra. Les agradezco haber erigido aquí en tan bien elegido sitio una estatua que, no sólo por el hombre que conmemora, sino por su valor intrínseco, suma a la nobleza y belleza de la capital del país.”
Tras las declaraciones del presidente, se interpretó una obertura de Semiramide, "En el campo de la gloria". El general Oliver O. Howard luego habló sobre sus interacciones con McClellan y el general Grenville M. Dodge leyó una carta del general Daniel Sickles (quien estaba enfermo en ese momento) que discutía sus experiencias personales con McClellan El discurso del general Dwight incluía la declaración: "Las estatuas pueden desmoronarse hasta convertirse en polvo. Las tumbas de los veteranos serán borradas por el tiempo, pero el monumento más grandioso del servicio de valor de los soldados y marineros de la Guerra de Secesión, los Estados Unidos de América, la esperanza y la alegría del mundo, consagrados a la libertad por la sangre y el tesoro de la nación, testimonio imperecedero del patriotismo de su pueblo, continuará años y años.” La bendición estuvo a cargo de William R. Jenvey, archidiácono episcopal de la Jersey City, seguida por la banda que cerró la ceremonia con" My Country, 'Tis of Thee ".

### Historia posterior

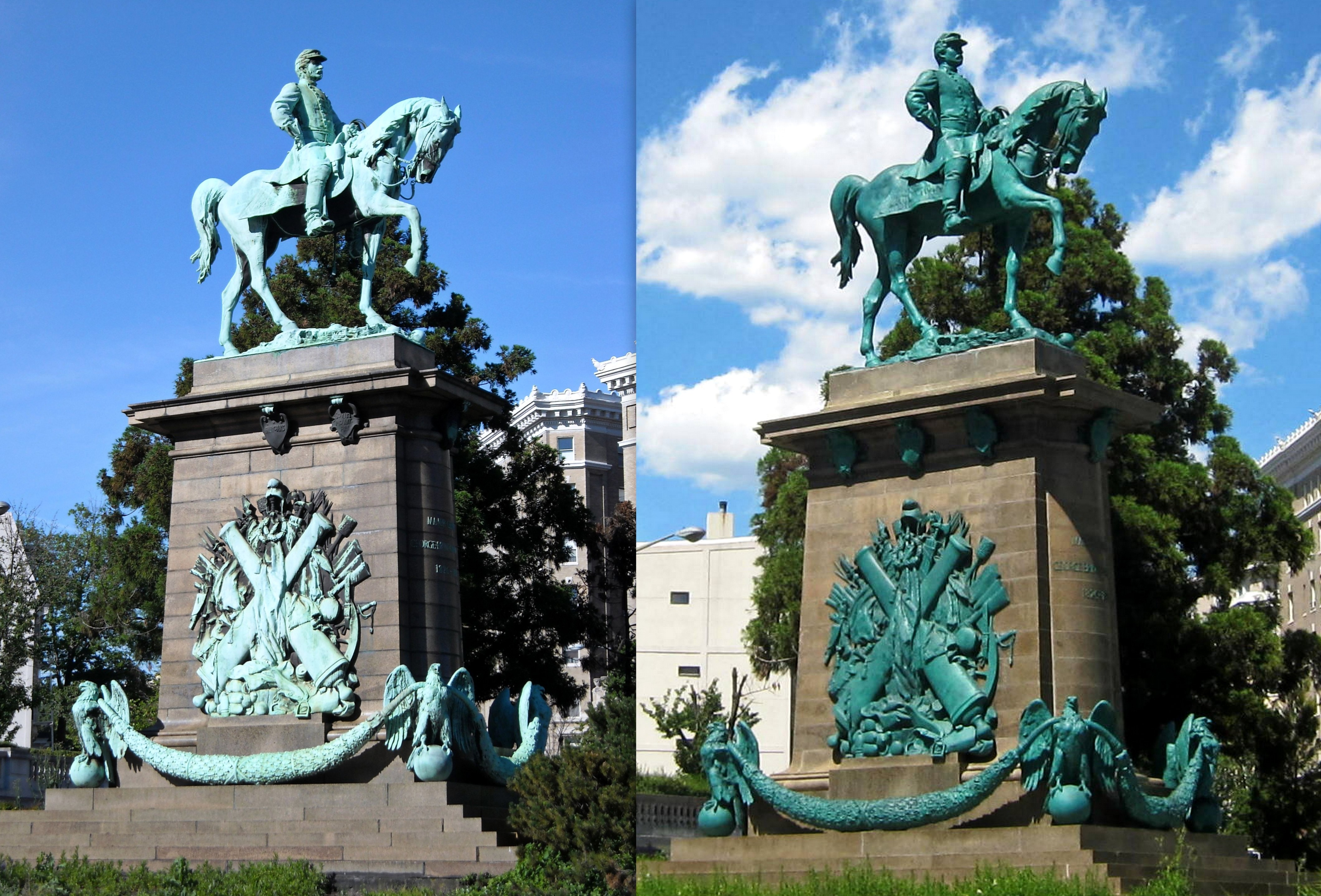
Antes y después de la restauración de 2009.

La estatua es uno de los dieciocho monumentos de la Guerra Civil en Washington D. C. que se incluyeron colectivamente en el Registro Nacional de Lugares Históricos (NRHP) el 20 de septiembre de 1978 y en el Inventario de Sitios Históricos del Distrito de Columbia el 3 de marzo de 1979. También se designa como propiedad contribuyente al distrito histórico Kalorama Triangle, incluido en el NRHP el 4 de mayo de 1987. El monumento y el parque circundante son propiedad y están mantenidos por el Servicio de Parques Nacionales (NPS), una agencia federal del Departamento del Interior.
En 2009, el monumento se sometió a una restauración de 114 000 dólares por parte de Kreilick Conservation supervisada por la conservadora arquitectónica de NPS, Catherine Dewey. Fue la primera conservación importante de la estatua desde su dedicación en 1907. Se instalaron andamios y mallas de nailon alrededor del monumento durante varios meses durante la restauración, que incluyó la limpieza, pintura y encerado de la estatua. El daño al monumento que se reparó durante el proceso incluyó quitar la pintura en aerosol de la base, eliminar las fugas de agua dentro de las patas y el estómago del caballo y reproducir un escudo de bronce que faltaba en el pedestal.

## Diseño y ubicación

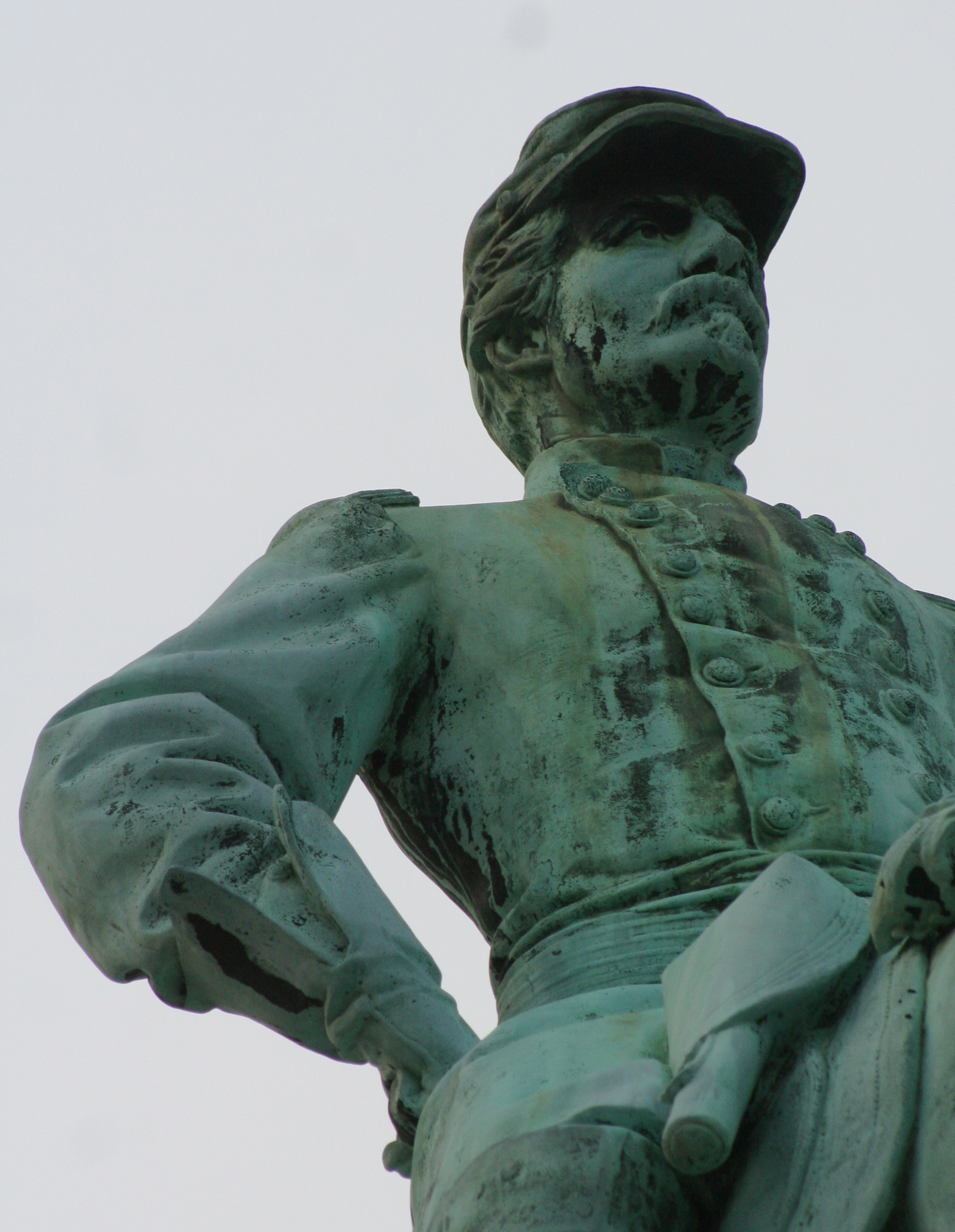
detalle de la escultura

El monumento está ubicado en un lugar destacado en la intersección de California Street, Columbia Road y Connecticut Avenue NW, en el extremo sur del distrito histórico Kalorama Triangle. La estatua mira hacia el sur por Connecticut Avenue hacia Dupont Circle y el centro de Washington D. C. Está rodeada por un pequeño parque público. Los puntos de referencia adyacentes incluyen el Churchill Hotel al oeste, Lothrop Mansion al norte y Washington Hilton al este.
La estatua de bronce mide 4,1 m alto. Representa a McClellan vestido con su uniforme militar del Ejército de la Unión, que incluye guanteletes, un sombrero, una faja y una espada, mientras monta a caballo. Sostiene las riendas del caballo con la mano izquierda mientras que la mano derecha está colocada sobre su cadera. El pedestal de granito, que mide 5,5 m alto y 2,9 m de largo, descansa sobre una base de 13,4 m de largo y 9,1 m ancho. Cerca de la parte superior del pedestal hay ocho emblemas en forma de escudo que señalan las batallas de la Guerra de Secesión que lideró McClellan: Antietam, Fair Oaks, Gaines's Mill, Malvern Hill, Mechanicsville, South Mountain, Williamsburg y Yorktown. En los lados este y oeste del pedestal hay relieves de bronce compuestos por cañones, águilas, banderas y espadas. Una guirnalda de bronce de roble y laurel corre a lo largo de la base del pedestal entre águilas de bronce en cada esquina.
Las inscripciones en el monumento incluyen los siguientes textos:
(frente al pedestal) MAYOR GENERAL / GEORGE BRINTON MCCLELLAN / 1826–1885
(parte trasera del pedestal) erigido por el / GRAN EJÉRCITO DEL POTOMAC / Y EL / CONGRESO DE LOS ESTADOS UNIDOS / 1907
(relieve en el lado izquierdo derecho) MAC MONNIES / E. GRUET JNE FONDEUR